# Lepeorus
Lepeorus is een geslacht van haften (Ephemeroptera) uit de familie Leptophlebiidae.

## Soorten
Het geslacht Lepeorus omvat de volgende soorten:
- Lepeorus calidus
- Lepeorus goyi
- Lepeorus thierryi